# 打毬楽
打毬楽（たぎゅうらく、打球楽）は、雅楽の唐楽の曲名の一つ。
太食調の左方舞である。延八拍子、中曲。舞人4人により舞われる。胡国馬上の曲と伝わり、五月の節会において、馬上から毬杖で毬を打つ遊びの際に奏された。そのほか、競馬・相撲・闘鶏の際に奏された。